# Metromost (Kyjev)
Kyjevský Metromost (ukrajinsky Міст Метро) je silniční most a zároveň metromost, který se nachází na řece Dněpr v centru Kyjeva. Most spojuje levý břeh Kyjeva s ostrovem Hidropark.
Uprostřed mostu se nachází trať metra Svjatošynsko-Brovarské linky a pod tratí vede čtyřproudový Brovarský prospekt, který je součástí dálnice M01. Šířka mostu je 9,4 metru a délka 682,64 metrů.

## Historie
Most byl otevřen 5. listopadu 1965. Autorem projektu a hlavním inženýrem byl Georgij Borisovyč Fuks. Most byl postaven nedaleko již zříceného mostu Jeheniji Boš.
V roce 2019 se bývalý vojenský důstojník Oleksij Belko na protest proti kapitulační politice vůči Donbasu zmocnil mostu metra a hrozil jeho vyhozením do povětří. Útočník byl zadržen. Útočník způsobil kolaps dopravy v Kyjevě, vláda kvalifikuje tyto akce jako přípravu na teroristický útok.

## Galerie

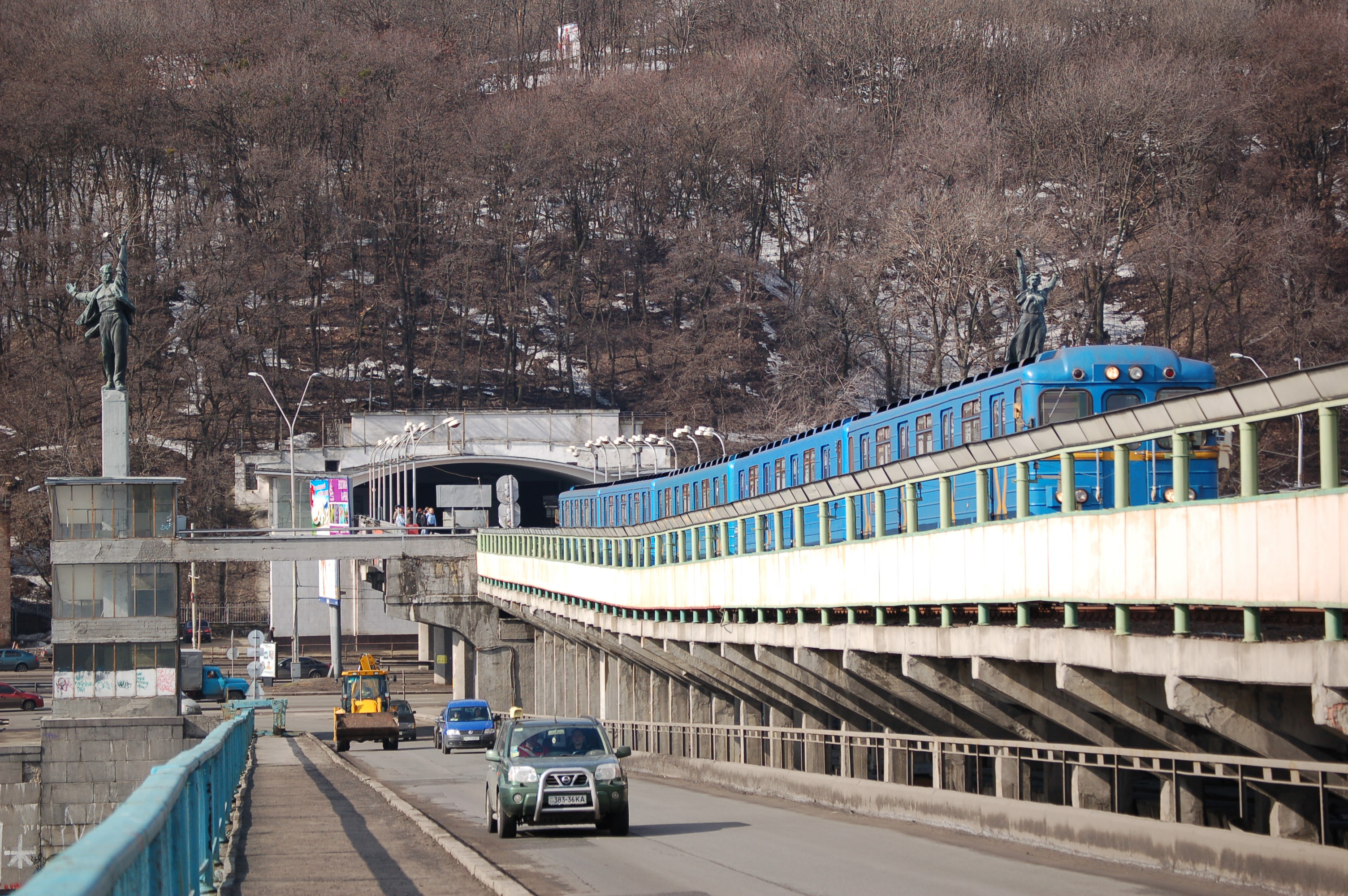
Pohled na most i se soupravou metra
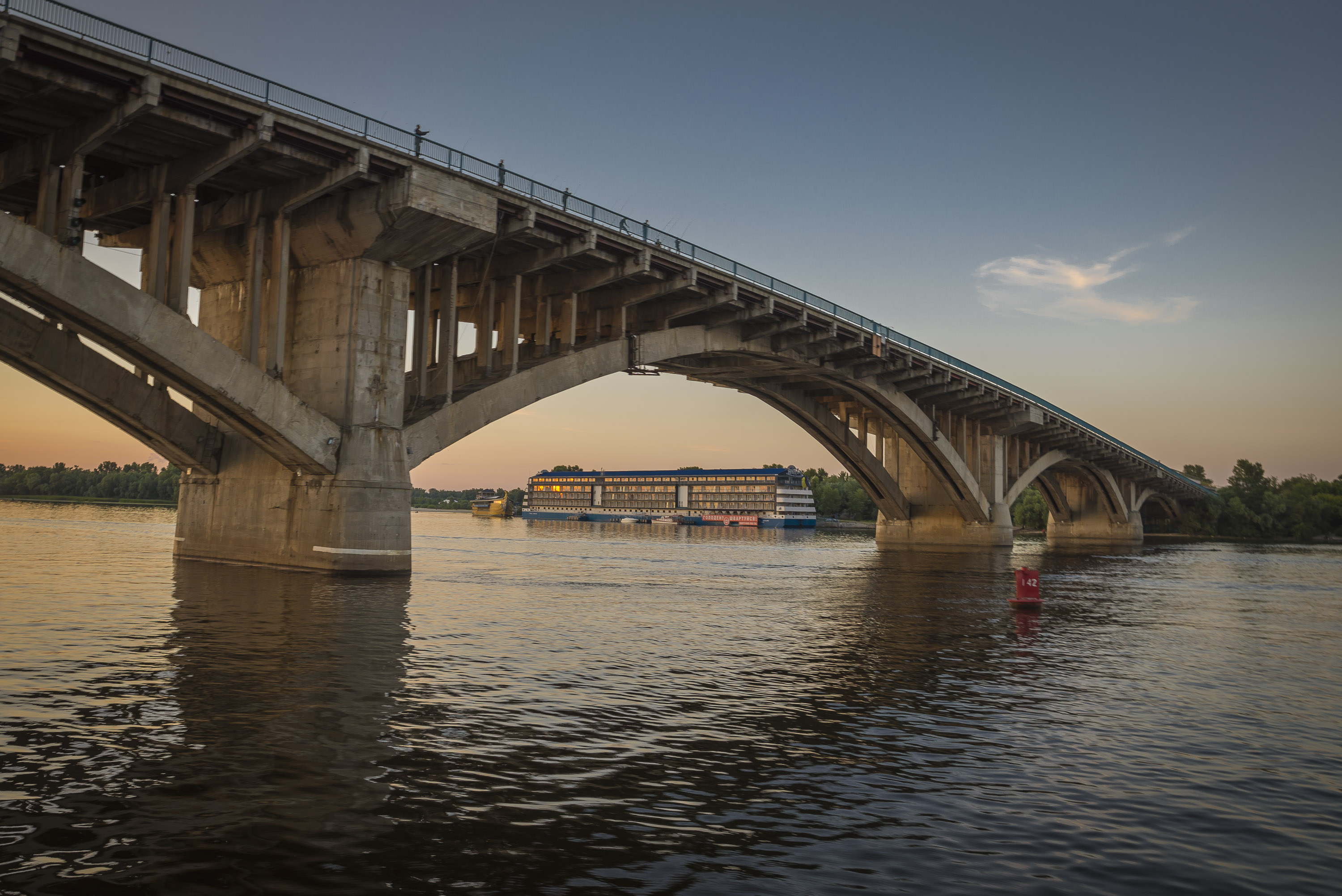
Pohled na mostní oblouky
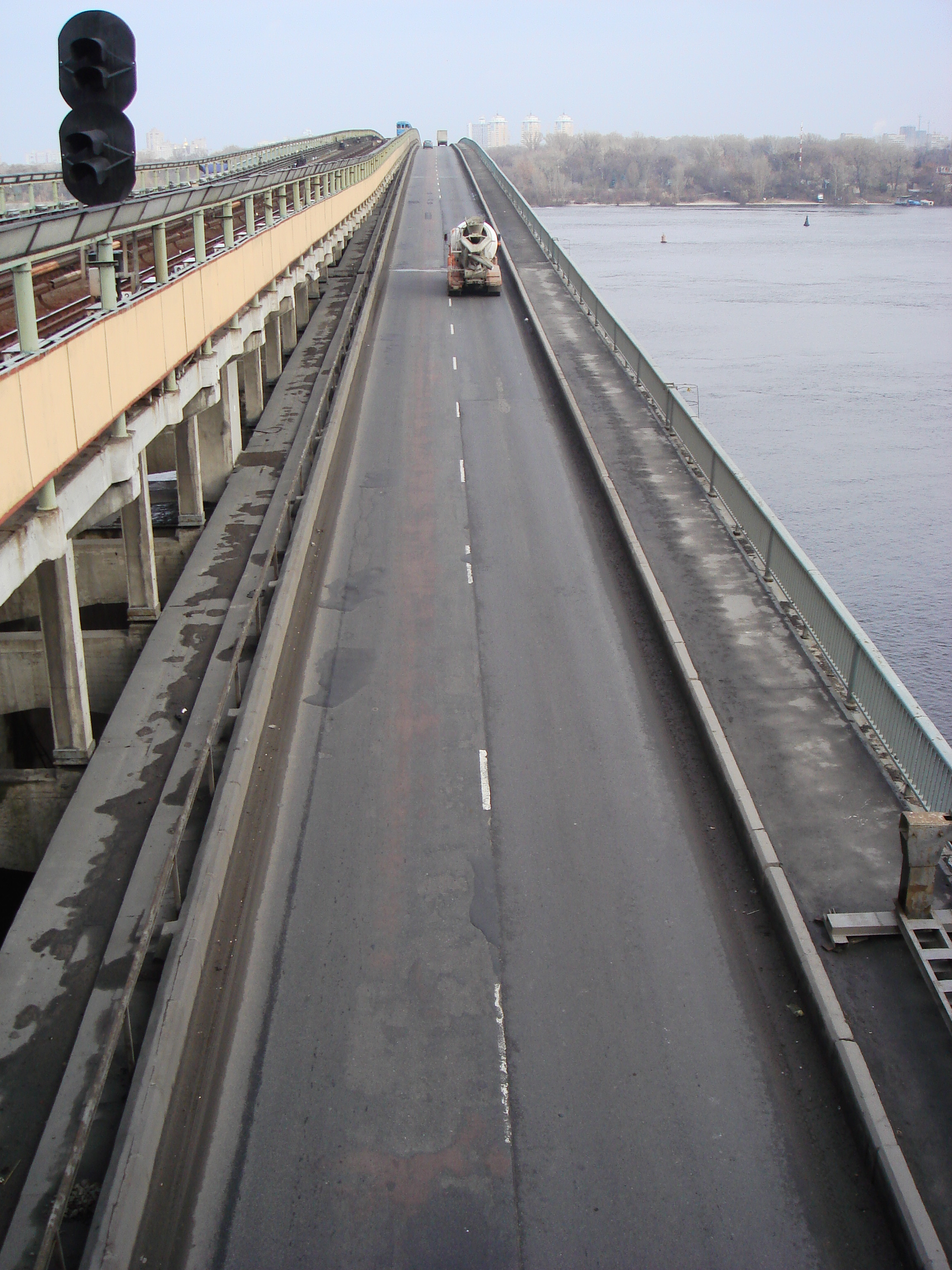
Pohled na most ze stanice metra Dnipro
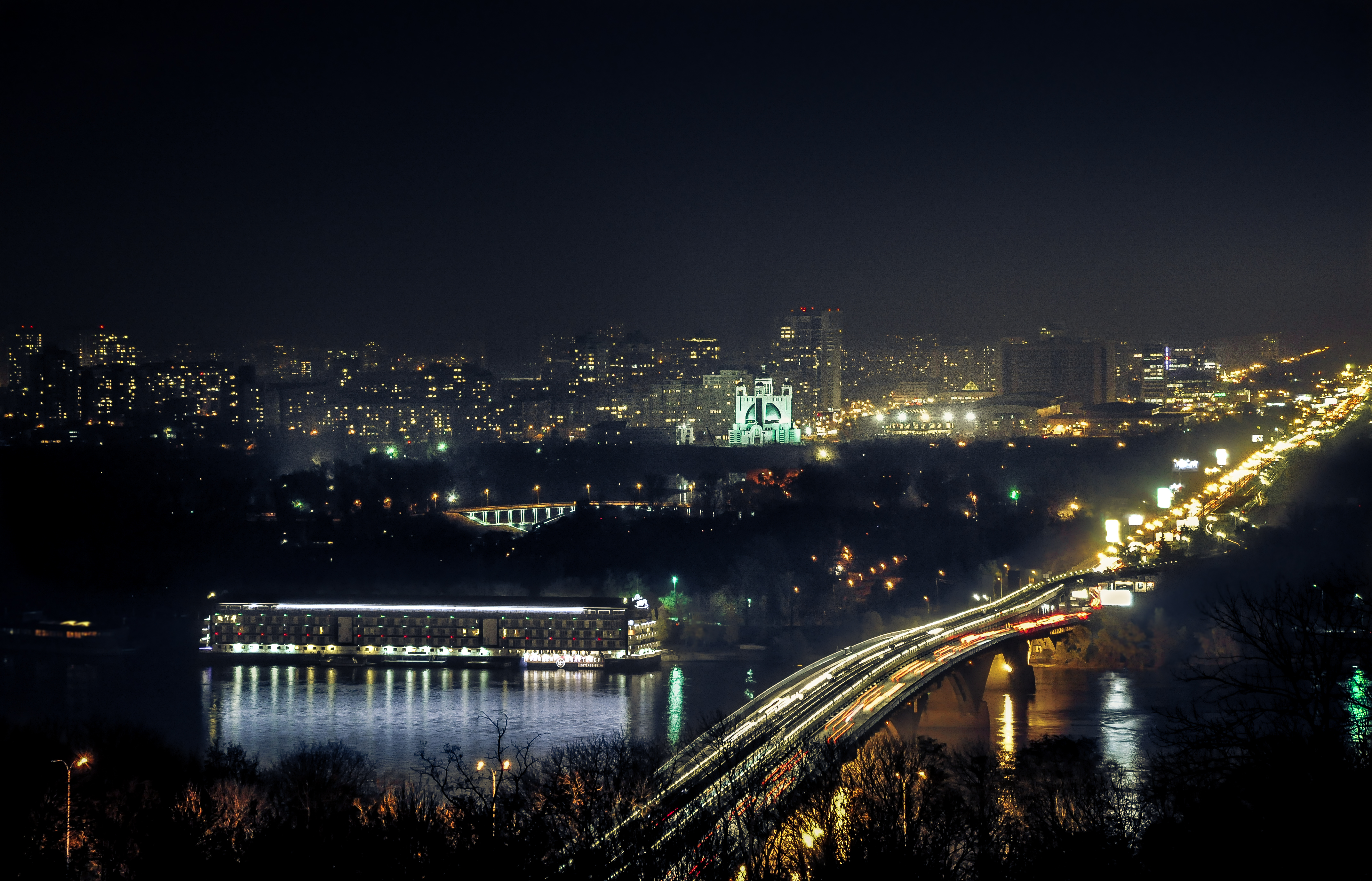
Pohled na most v noci